# Ijero Ekiti
Ijero Ekiti est une ville et un royaume traditionnel de l'État d'Ekiti au Nigeria.